# Adidas Stan Smith
Adidas Stan Smith是阿迪达斯制造的网球鞋，于1965年首次推出。该运动鞋最初以“阿迪达斯罗伯特·哈耶特”命名，以表明由法国著名球员罗伯特·哈耶特，1978年，该运动鞋以20世纪60年代末至80年代初活跃的美国网球运动员斯坦·史密斯的名字重新命名。
这款鞋通常由白色皮革鞋面和鞋带制成，设计简单。与大多数阿迪达斯鞋不同，它没有外部三条纹。 取而代之的是每只鞋的皮革鞋面两侧都有三排穿孔（或打孔的通风孔）。鞋舌上有时会有一张斯坦·史密斯的素描画。该鞋款多年来发布了几个新版本和配色，但设计和造型自推出以来基本保持不变。

## 历史

### 起始
1963年，第一款阿迪达斯网球鞋诞生，同时这是有史以来第一款皮革网球鞋，标志着阿迪达斯经典鞋系列的开始。鞋面由白色皮革制成，装饰有纹路的外底由橡胶制成， 内底则由合成材料制成。 霍斯特·达斯勒，阿道夫·“阿迪”·达斯勒（阿迪达斯的创始人）的儿子，提出了制作第一款皮革网球鞋的想法。1965年，这款网球鞋以法国网球职业选手罗伯特·海耶特的名字命名为阿迪达斯罗伯特·哈耶特。当海耶特从网球界退役后，阿迪达斯和霍斯特·达斯勒决定寻找另一位可以代言网球鞋款的网球运动员。 美国网球经理唐纳德·戴尔向斯坦·史密斯建议与阿迪达斯签约，后者接受了这一提议，因此获得了使用他的名字的特许权使用费。 对于阿迪达斯来说，这款鞋在美国成为市场开拓者。1967年，在鞋后部添加了绿色泡沫衬垫，用于保护跟腱。